# 蔡俊三
蔡俊三（1890年—1979年7月9日），广东顺德人，中国摄影艺术家，中国摄影学会原常务理事，擅长静物、风景摄影。著有《蔡俊三摄影艺术》。